# ویرانی تحت امپراتوری مغول
ویرانی تحت امپراتوری مغول (انگلیسی: Destruction under the Mongol Empire) فتوحات مغول در قرن سیزدهم منجر به ویرانی گسترده و کاملاً مستند شد. ارتش مغول صدها شهر و روستا را فتح کرد و میلیون‌ها نفر را کشت. یک تخمین این است که حدود ۱۱٪ از جمعیت جهان در طول یا بلافاصله پس از امپراتوری مغول کشته شدند، حدود ۳۷٫۷۵–۶۰ میلیون نفر در اوراسیا. این حوادث به عنوان برخی از مرگبارترین اقدامات کشتار جمعی در تاریخ بشر در نظر گرفته می‌شود.